# 大冈镇
大冈镇是江苏省盐城市盐都区下属的一个镇。成陆于新石器时代，因“沙岗之巨”而得名“大冈”。

## 地理
大冈镇位于盐城市区南部，与兴化市、大丰市和亭湖区交界。2001年6月，原冈中乡并入后，全镇区域总面积达到130.71平方公里，下辖一个社区、一个办事处，5个居委会，22个行政村。总人口8.84万人。境内地势平坦，河网密布，四季分明，雨量丰沛，土地肥沃。

## 行政区划
大冈镇下辖以下地区：
野陆社区、胜利社区、卧龙社区、富港社区、团结社区、抬头村、勤稼村、光华村、丰乐村、联合村、傍徐村、北杨村、岐山村、新利村、书楼村、花吉村、瓦屋村、吴港村、兴隆村、佳富村、同兴村、戴伙村和光明村。

## 文化
相传元、明、清时代大冈镇已商贾云集，商铺林立，尤以箍桶和制鞋为盛。至今保留着“绣花老虎鞋”、“绣花棉鞋”等传统制鞋工艺。大冈传统集镇每隔5天“逢集”。当地有“卧龙桥”、“靴子沟”、大云山寺等古迹，得名源自宋代开国皇帝赵匡胤“千里送京娘”曾经在大冈小憩的传说。
至今大冈老街仍保留石板桥、古青砖小瓦屋等古老建筑。

## 经济
大冈镇目前的经济以鞋机制造为主。建有“鞋机工业集中区”。被称为“中国鞋机之乡”。著名社会学家、原全国人大常委会副委员长费孝通两度莅临大冈题词“盐城鞋机，勇争天下”。

## 荣誉
大冈镇先后被表彰为全国投资环境百强乡镇、江苏省经济与环境协调发展示范镇、江苏省卫生镇、江苏省新型示范小城镇、江苏省重点中心镇、江苏省文明乡镇。2002年被国家科技部授予江苏省唯一的“全国星火小城镇示范镇”。